# Натаров, Иван Андреевич
Иван Андреевич Натаров (1895, Харьков, Российская империя — 1968, Харьков, СССР) — советский футболист, тренер.
Выступал за харьковские команды «Штурм», «Рабис» и «ХПЗ». Игрок сборной Харькова.
Главный тренер команд: «Сталинец», «Сельмаш», «Спартак» (все — Харьков) и «Динамо» (Ворошиловград), а также резервистов «Динамо» (Киев).

Футбольный джентльмен и центрфорвард.
Как денди элегантный без изъян.
Он был всегда подчеркнуто в прекрасной форме,
Любимец харьковчан и киевлян.
Георгий Луначарский, Президент Федерации футбола инвалидов России, внук Анатолия Луначарского

## Достижения
командные
Чемпионат СССР по футболу
- Чемпион: 1924

Чемпионат Украинской ССР по футболу
- Чемпион: 1924

Чемпионат РСФСР по футболу
- Вице-чемпион: 1922